# ブロニーコン

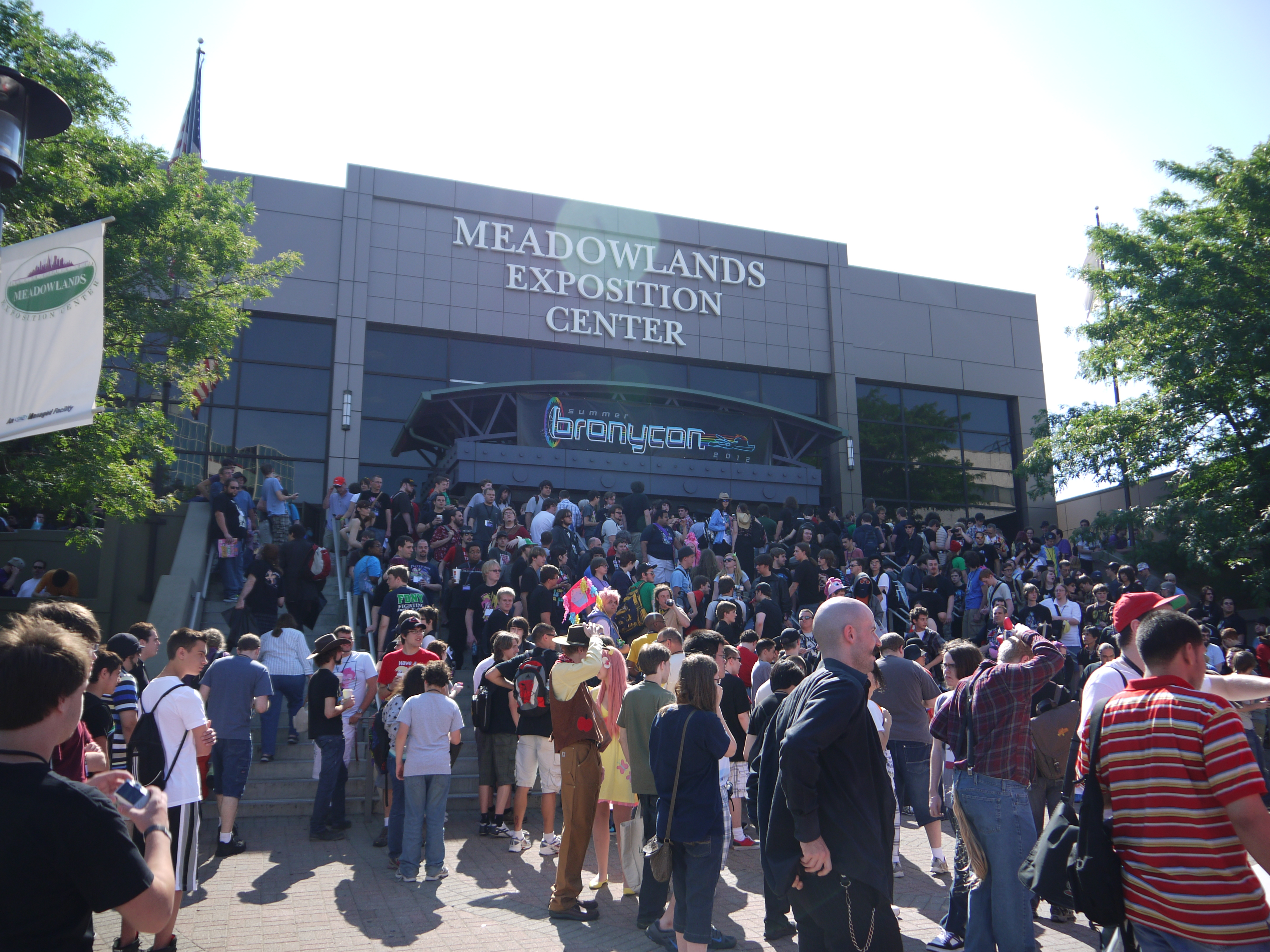

ブロニーコン (BronyCon) は、アメリカ合衆国のファンコンベンション。2011年から実行され、2019年に非アクティブになり、『マイリトルポニー〜トモダチは魔法〜』の登場以来、参加型の文化となった。